# ۴ محرم
۴ محرم، چهارمین روز از ماه محرم در تقویم هجری قمری است.
در تقویم هجری قمری قراردادی این روز چهارمین روز سال است.

## درگذشتگان
- ۴۸۵ - ابن ناقیا بغدادی، فقیه، فیلسوف، زبان‌شناس، ادیب و شاعر عربی عراقی.
- ۵۳۴ - رابعه لنبانیه، بانوی محدث ایرانی.
- «ابن ادریس» کاتب و شاعر مسلمان مراکشی (۱۲۶۴ ق)